# Portlandia dalli
Portlandia dalli är en musselart som beskrevs av Krause 1885. Portlandia dalli ingår i släktet Portlandia och familjen Yoldiidae. Inga underarter finns listade i Catalogue of Life.